# Bewegungskrieg
Als Bewegungskrieg bezeichnet man einen Krieg, in dem die militärischen Verbände mindestens einer Seite sich auf dem Vormarsch befinden. Es kommt auf Seiten der vordringenden Macht kaum zu dauerhaften Verschanzungen (Bunker, Festungen usw.), diese werden nur zur Abwehr möglicher Gegenangriffe verwendet. Im Gegensatz zum Stellungskrieg kommt es beim Bewegungskrieg zu häufigen Änderungen des Frontverlaufs.
Bekannte Beispiele sind Abschnitte im Zweiten Weltkrieg, die vom schnellen Vormarsch der deutschen Wehrmacht (Blitzkrieg) durch Europa gekennzeichnet waren, oder später vom Vordringen der Roten Armee und der West-Alliierten.
Die operative und taktische Ausbildung im deutschen Heer wurden bis zum Beginn des Zweiten Weltkriegs maßgeblich von den Ansichten des Chefs der Heeresleitung Hans von Seeckt zum Bewegungskrieg geprägt. Mit diesem im Zentrum seines Denken stehenden Konzepts hoffte er einen Krieg für eine deutsche Großmachtstellung auch gegen eine überlegene Koalition von Gegnern führen und einen Abnutzungskrieg vermeiden zu können. Seine Maxime lautete „daß weniger als je das Heil des Schwächeren in starrer Verteidigung, sondern im beweglichen Angriff liegt“. Seine 1921/23 erlassene Vorschrift »Führung und Gefecht der verbundenen Waffen (F.u.G.)« war ganz von diesem Denken durchdrungen.